# 阿尔赫梅西
阿尔赫梅西，是西班牙巴伦西亚自治区巴伦西亚省的一个市镇。总面积42平方公里，总人口24563人（2001年），人口密度585人/平方公里。

## 友好城市
- 法國 里永